# Comuna Bârzava, Arad
Bârzava (în maghiară Marosborsa, alternativ Berzova) este o comună în județul Arad, la limita între regiunile istorice Banat și Crișana, România, formată din satele Bătuța, Bârzava (reședința), Căpruța, Dumbrăvița, Groșii Noi, Lalașinț, Monoroștia și Slatina de Mureș.

## Așezare
Bârzava este situată la poalele Munților Zărand, la contactul acestora cu Munții Metaliferi, pe malul drept al Mureșului, pe râul Bârzava - afluent de dreapta al acestuia, între comunele Conop (la vest) și Vărădia de Mureș (la est).

## Personalități
- Iosif Conta (1924 - 2006), dirijor, artist emerit
- Elena Sinulescu (n. 1943), medic, soția lui Benone Sinulescu

## Istoric

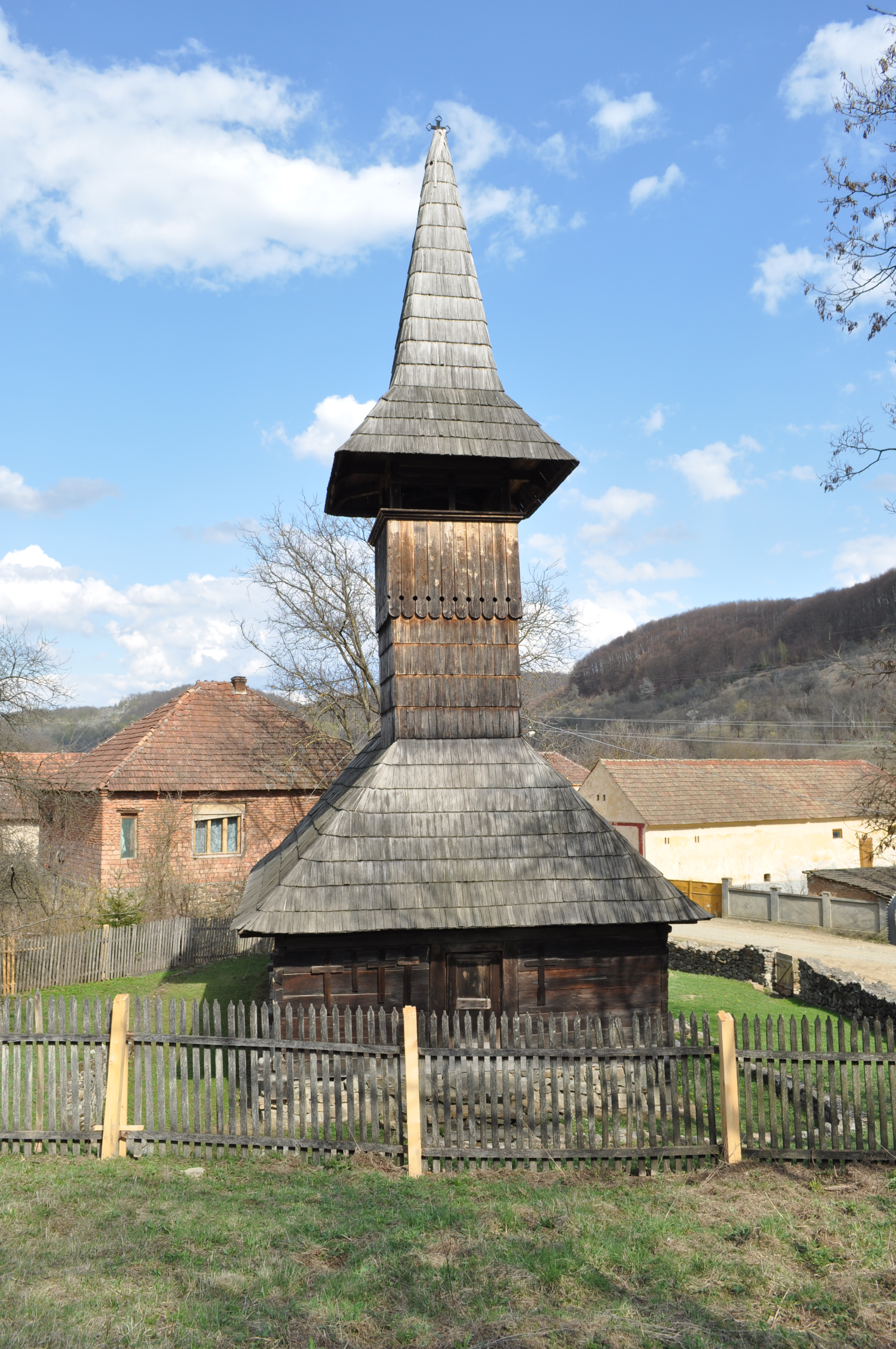
Biserica de lemn din Groşii Noi, monument istoric

Prima atestare documentară a localității Bârzava datează din anul 1471. Satul Bătuța este atestat documentar în anul 1851, Căpruța în anul 1350, Dumbrăvița în anul 1471, Groșii Noi în anul 1515, Lalașinț în anul 1585, Monoroștia în anul 1350 și
Slatina de Mureș în anul 1439.

## Economie
Sectoarele economice sunt bine reprezentate la nivel de comună. Alături de agricultură, industria materialelor de construcții
și industria forestieră au ponderi însemnate.

## Turism
Potențialul turistic de care dispune comuna este unul de excepție
- Biserica de lemn "Întâmpinarea Domnului" – monument istoric și de arhitectură datat din anul 1807
- Biserica ortodoxă din satul Bătuța, construcție 1884
- Biserica ortodoxă din satul Căpruța
- Rezervația naturală Runcu-Groși (rezervație botanică cu o suprafață de cca. 261,8 ha)
- Rezervația paleontologică Monoroștia, Arad
- Defileul Mureșului și Drocea (situri de importanță comunitară incluse în rețeaua europeană Natura 2000 în România)

## Demografie
Componența etnică a comunei Bârzava
     Români (95,77%)
     Alte etnii (1,51%)
     Necunoscută (2,72%)
Componența confesională a comunei Bârzava
     Ortodocși (81,75%)
     Penticostali (9,36%)
     Greco-catolici (3,07%)
     Alte religii (2,8%)
     Necunoscută (3,03%)
Conform recensământului efectuat în 2021, populația comunei Bârzava se ridică la 2.575 de locuitori, în scădere față de recensământul anterior din 2011, când fuseseră înregistrați 2.707 locuitori. Majoritatea locuitorilor sunt români (95,77%), iar pentru 2,72% nu se cunoaște apartenența etnică. Din punct de vedere confesional, majoritatea locuitorilor sunt ortodocși (81,75%), cu minorități de penticostali (9,36%) și greco-catolici (3,07%), iar pentru 3,03% nu se cunoaște apartenența confesională.

## Politică și administrație
Comuna Bârzava este administrată de un primar și un consiliu local compus din 11 consilieri. Primarul, Gabriel Faur[*], de la Partidul Social Democrat, este în funcție din 2008. Începând cu alegerile locale din 2024, consiliul local are următoarea componență pe partide politice:
|  | Partid                    | Consilieri | Componența Consiliului | Componența Consiliului | Componența Consiliului | Componența Consiliului | Componența Consiliului | Componența Consiliului | Componența Consiliului | Componența Consiliului | Componența Consiliului | Componența Consiliului |
|  | ------------------------- | ---------- | ---------------------- | ---------------------- | ---------------------- | ---------------------- | ---------------------- | ---------------------- | ---------------------- | ---------------------- | ---------------------- | ---------------------- |
|  | Partidul Social Democrat  | 10         |                        |                        |                        |                        |                        |                        |                        |                        |                        |                        |
|  | Partidul Național Liberal | 1          |                        |                        |                        |                        |                        |                        |                        |                        |                        |                        |